# Himenomicets
Els himenomicets (Hymenomycetes) eren una classe de fongs, la més gran de la divisió dels basidiomicots (Basidiomycota). Molts bolets familiars hi pertanyien, com ara el agaricals, boletals i russulals. Actualment és considerat un grup polifilètic, el terme es refereix als fongs amb els cossos fructífers l'himenòfor dels quals es desenvolupa ja sia no tancat o bé amb un vel, el qual s'anomena gimnocàrpic o hemiangiocàrpic, respectivament. Els pets de llop, d'altra banda, tenen un desenvolupament gasterocàrpic (himenòfor tancat).